# 別里濟卡
50°28′24″N 32°51′29″E / 50.47333°N 32.85806°E
別里濟卡（烏克蘭語：Берізка），是烏克蘭北部的村莊，隸屬切爾尼希夫州的普里盧基區。該村面積0.39平方公里，海拔高度147米，2006年人口27，人口密度每平方公里69.59人。